# مالساوماتولانجا
مالساوماتولانجا (بالإنجليزية: Malsawmtluanga)‏ هو لاعب كرة قدم هندي في مركز الوسط، ولد في 11 يناير 1989 في الهند. لعب مع Royal Wahingdoh FC ‏.

## وصلات خارجية
- مالساوماتولانجا على موقع Soccerway.com (الإنجليزية)